# Camille Huysmans
Camille Huysmans (Bilzen, 26 de mayo de 1871-Amberes, 25 de febrero de 1968) fue un político socialista belga, primer ministro entre 1946 y 1947.

## Biografía
Nació el 26 de mayo de 1871 en Bilzen, estudió en la Universidad de Lieja. Militante socialista, fue secretario de la Segunda Internacional entre 1905 y 1922. Alcalde de Amberes, adoptó durante el periodo de entreguerras una postura antifascista en el cargo.
Después de la Segunda Guerra Mundial, militó en el Partido Socialista Belga (PS) y relevó como primer ministro a Achille Van Acker, ocupando el cargo entre el 3 de agosto de 1946 y el 20 de marzo de 1947; fue sucedido por Paul Henri Spaak.
Falleció en Amberes el 25 de febrero de 1968.